# Ганнуся (повість)
«Ганнуся» рос. Ганнуся — російська повість Григорія Квітки-Основ'яненка, надрукована скорочено у 1832 році в журналі «Телескоп» під назвою Харківська Ганнуся, й у повному обсязі у 1839 році окремою книжкою в Харкові під назвою Ганнуся.

## Сюжет
В основі сюжету дві взаємодоповнюючі лінії — пошуки нещасною матір'ю своєї дочки та стражденне життя дівчини Ганнусі, яка вважала себе сиротою. На довгому шляху розшуків дівчини автор зводить матір і дочку з різними людьми. Це — багаті люди, поміщики, мораль яких зрозуміла (наприклад, їхнє намагання зробити Ганнусю коханкою) і простолюд, позитив яких відчувається повсякчас (селянка з Барилівки, Чучукалка, коцарка Запорожчиха з Гончарівки), які виховували Ганнусю в праці. Селян і селянок автор презентував глибоко моральними. Г. Квітка-Основ'яненко ідеалізував селянське життя, поєднавши дві різні історії — молодість мадам Резе та життя Ганнусі.

## Персонажі
- оповідач
- Ганнуся
- Чучукалка — опікунка Ганнусі
- Сюсюрчиха — відьма
- Катерина Резе — мати Ганнусі
- Мадам Ламбо — гувернантка Катерини Резе
- Олександр Резе — батько Ганнусі
- Запорожчиха — коцарка

## Переклад
У 2013 році перекладена на українську мову В. Ю. Кисиленком (самвидав).